# Sondagens das eleições autárquicas portuguesas de 2009

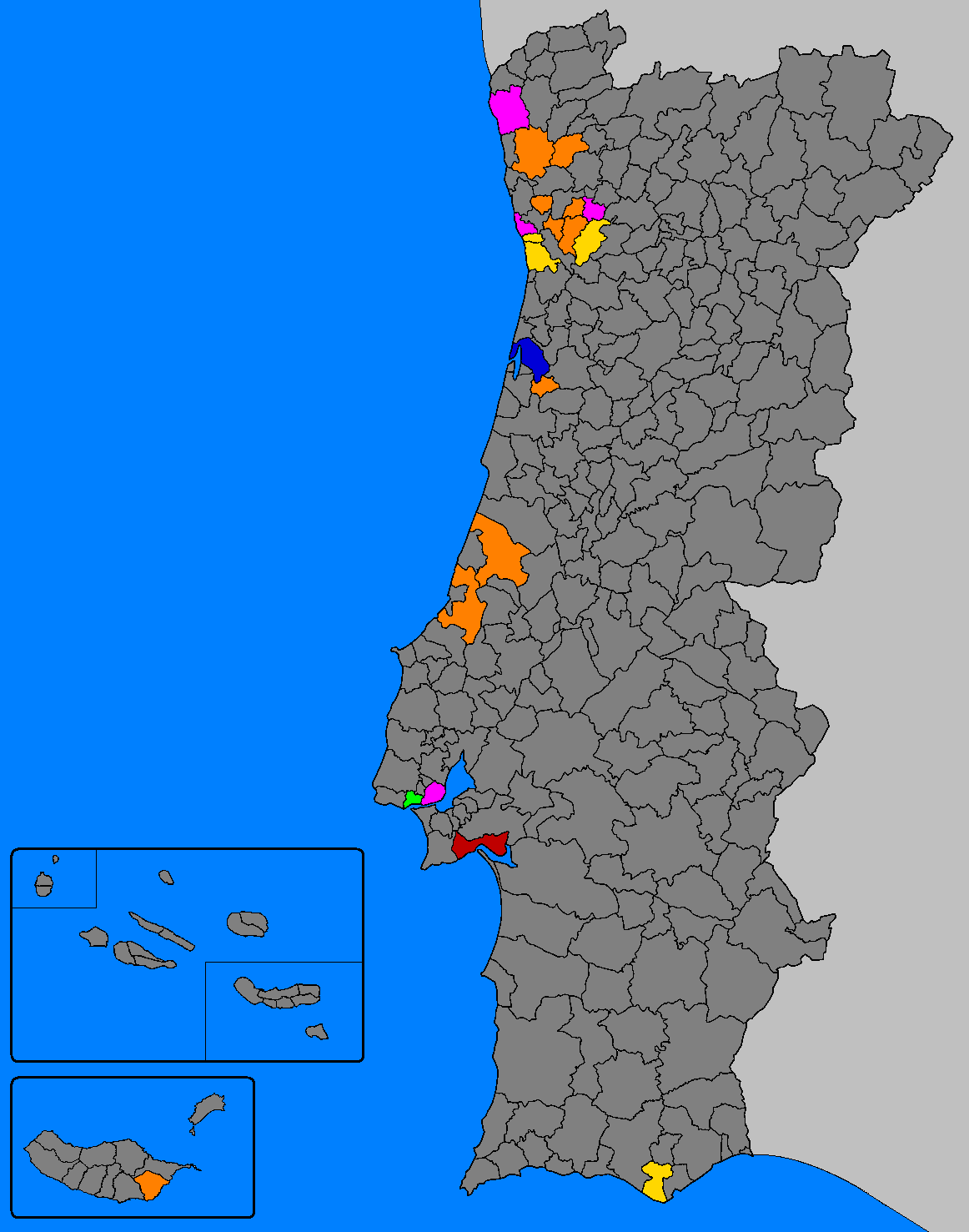
Intenções de voto por município

As tabelas seguintes mostram as sondagens de opinião realizadas sobre a intenção de voto dos portugueses antes das eleições autárquicas portuguesas de 2009.  Apenas são consideradas as intenções de voto para os Candidatos às Câmaras Municipais. Inclui-se também o resultado das Eleições autárquicas portuguesas de 2005 para referência.

## Alcobaça
| Candidato                 | Partido               | Em 2005 | Sondagem 25 Setembro |
| Paulo Inácio a)           | PSD                   | 55%     | 42,8 %               |
| Acácio Barbosa b)         | PS                    | 17%     | 21,4 %               |
| Rogério Raimundo          | PCP-PEV               | 16%     | 16 %                 |
| José Pedrosa              | Grupo de Cidadãos III |         | 7,6 %                |
| Adelino Granja c)         | BE                    | 3,3%    | 6,6 %                |
| Jorge Esteves Carvalho d) | CDS-PP                | 2,8%    | 2,2 %                |
| Branco/Nulo               | n/a                   |         | 3,4 %                |
| Margem de erro            | n/a                   |         | %                    |

Candidatos em 2005: a) José Gonçalves Sapinho. b) Daniel Oliveirinha Adrião. c) Eduardo Rui Pereira Serafim. d) Luís da Avó Ribeiro.
- 25 Set - IPOM - 596 entrevistas telefónicas - Recolha de 24 a 25 de Set 2009

## Aveiro
| Candidato          | Partido    | Em 2005 | Sondagem 27 Junho |
| Élio Maia          | PSD/CDS-PP | 47,5%   | 28 %              |
| José Costa a)      | PS         | 39,3%   | 27 %              |
| Catarina Gomes b)  | BE         | 3,5%    | 8 %               |
| António Moreira c) | PCP-PEV    | 4,4%    | 2 %               |
| Brancos/Nulos      | n/a        |         | 8 %               |
| Margem de erro     | n/a        |         | %                 |

Candidatos em 2005: a) Alberto Souto. b) Francisco Vaz da Silva. c) António Salavessa.
- 27 Jun - Gemeo/IPAM - 500 entrevistas - Telefónica - Recolha em 24 e 27 Jun 2009

## Barcelos
| Candidato             | Partido | Em 2005 | Sondagem 3 Outubro |
| Fernando Reis         | PPD/PSD | 47,21%  | 47 %               |
| Miguel Costa Gomes a) | PS      | 41,73%  | 36,5 %             |
| Luís Santos b)        | BE      | 1,88%   | 7,6 %              |
| António Ribeiro c)    | CDS-PP  | 2,90%   | 4,1 %              |
| Mário Figueiredo d)   | PCP-PEV | 1,42%   | 3 %                |
| Brancos/Nulos         | n/a     |         | 1,8 %              |
| Margem de erro        | n/a     |         | %                  |

Candidatos em 2005: a) Horácio Rodrigues Oliveira Barra. b) Maria Antónia Garcia. c) Firmino Lopes da Silva. d) Jorge Manuel Torres.
- 3 Out - IPOM - 789 entrevistas telefónicas - Recolha de 1 a 3 Out

## Braga
| Candidato        | Partido | Em 2005 | 2 Out | 6 Out | Média/2 | Erro  | Resultado 2009 |
| Mesquita Machado | PS      | 44,5%   | 46,9% | 30%   | 38,5%   | -6,3% | 44,7 %         |
| Ricardo Rio      | PPD/PSD | 38,9%   | 36,9% | 31,5% | 34,2%   | -7,8% | 42 %           |
| António Dias a)  | PCP-PEV | 7,1%    | 6.9%  | 4,2%  | 5,6%    | -0,8% | 6,3 %          |
| João Delgado b)  | BE      | 4,4%    | 6%    | 3,1%  | 4,6%    | +0,5% | 4 %            |
| Miguel Brito     | MPT     | n/a     | 0,4%  | 0,6%  | 0,5%    | -0,2% | 0,7 %          |
| OBN/Indecisos    | n/a     | 5,2%    | 2,9%  | 19,5% |         |       | 2,2 %          |
| Margem de erro   | n/a     |         |       |       |         |       |                |

Candidatos em 2005: a) Jorge Manuel Matos. b) António Magalhães Lima.
- 2 Out - Eurosondagem - 530 entrevistas telefónicas - Recolha a 2 e 2 Out
- 6 Out - IPOM - 794 entrevistas telefónicas - Recolha a 5 e 6 Out

## Faro
| Candidato          | Partido             | Em 2005  | 4 Out | 6 Out1 | 6 Out2 | Média/3 | Erro  | Resultado 2009 |                 |    |      |      |      |      |      |       |     |
| Macário Correia a) | PSD/CDS-PP/PPM/MPT  | 39,7% b) | 41,1% | 36,2%  | 40,5%  | 39,3%   | -3,1% | 42,7 %         |                 |    |      |      |      |      |      |       |     |
| José Apolinário    | PS                  | 41,1%    | 39,1% | 38,5%  | 37%    | 38,2%   | -4,1% | 42,3 %         |                 |    |      |      |      |      |      |       |     |
| António Mendonça   | PCP-PEV             | 8,9%     | 6,1%  | 7,9%   | 6,1%   | 6,7%    | +1,5% | 5,3 %          |                 |    |      |      |      |      |      |       |     |
| José Vitorino      | Grupo de Cidadãos I | n/a      | 4,9%  | 6,7%   | 8%     | 6,5%    | +2,4% | 4,1 %\|-       | João Brandão c) | BE | 4,6% | 2,6% | 6,7% | 4,8% | 4,7% | +1,7% | 3 % |
| OBN/Indecisos      | n/a                 | 7,1%     | 6,2%  | 4%     | 3,6%   |         |       | 2,7 %          |                 |    |      |      |      |      |      |       |     |
| Margem de erro     | n/a                 |          | 4,38% |        | 4,38%  | 4,38%   |       |                |                 |    |      |      |      |      |      |       |     |

Candidatos em 2005: a) José Adriano Gago Vitorino. b) PSD(38,3%) + CDS(1,4%). c) Eduardo Veríssimo.
- 4 Out - Aximage - 500 entrevistas telefónicas (CATI) - Recolha de 2 a 4 Out 2009
- 6 Out1 - Intercampus - 600 entrevistas - Simulação de voto em urna - Recolha de  a 6 Out 2009
- 6 Out2 - Eurosondagem - 503 entrevistas telefónicas - Recolha 6 Out 2009

## Leiria
| Candidato           | Partido | Em 2005 | Sondagem 30 Setembro |
| Isabel Damasceno    | PPD/PSD | 42,62%% | 49,9 %               |
| Raúl Castro         | PS      | 35,46%  | 40,7 %               |
| António Martinho a) | CDS-PP  | 9,33%   | 4 %                  |
| José Peixoto b)     | BE      | 3,33%   | 2,6 %                |
| Mário Brites c)     | PCP-PEV | 2,52%   | 1,1 %                |
| Brancos/Nulos       | n/a     |         | 1,8 %                |
| Margem de erro      | n/a     |         | %                    |

Candidatos em 2005: a) Isabel Maria S. Gonçalves Santos. b) José M.P Figueira Henriques. c) Manuel Martins Cruz.
- 30 Set - IPOM - 596 entrevistas telefónicas - Recolha a 29 e 30 Set 2009

## Lisboa
O candidato Pedro Santana Lopes reclamou, na noite das eleições, o tratamento desvantajoso que considera ter tido da parte das empresas de sondagens, em particular do CESOP/Universidade Católica. "Não está em causa menos respeito pela vitória de quem ganha, mas é uma vergonha para a democracia portuguesa que na mesma semana de eleições, no próprio dia das eleições, a três horas da contagem dos votos, se dêem doze por cento" de vantagem à candidatura socialista, que acabou por ganhar com uma vantagem de cerca de 4,5 por cento. Acrescentou, "Nunca se enganam a nosso favor".
| Candidato                 | Partido         | Em 2005  | Interc. 2007 | 4 Jul | 2 Set | 30 Set | 6 Out1 | 6 Out2 | 7 Out | 8 Out | Média/5 | Erro  | Resultado 2009 |
| António Costa a)          | PS              | 26,6%    | 39,8% b)     | 38%   | 43%   | 41,4%  | 41,9%  | 45%    | 45%   | 44,4% | 43,5%   | -0,5% | 44 %           |
| Santana Lopes c) d)       | PSD/CDS/MPT/PPM | 48,4% e) | 36,3% f)     | 37%   | 32,7% | 33,1%  | 36.9%  | 33%    | 37,9% | 38,4% | 35,9%   | -2,8% | 38,7 %         |
| Ruben de Carvalho         | PCP-PEV         | 11,4%    | 9,5%         | 7%    | 7%    | 10,4%  | 8.4%   | 9%     | 7,3%  | 6,4%  | 8,3%    | +0,2% | 8,1 %          |
| Luis Fazenda g)           | BE              | 7,9%     | 6,8%         | 9%    | 9,2%  | 8,3%   | 8%     | 8%     | 5,4%  | 6,4%  | 7,2%    | +2,7% | 4,6 %          |
| OBN/Não sabe/Não responde | n/a             | 5,8%     | 7,8%         | 9%    | 37,3% | 6,8%   | 4.8%   | 5%     | 23%   | 4,8%  |         |       | 4,7 %          |
| Margem de erro            | n/a             | n/a      | n/a          |       | 4,38% | 3,5%   |        |        | 4,34% | 4,34% | 4,06%   |       |                |

Candidatos em 2005 - a) Manuel Maria Carrilho. c) Carmona Rodrigues. e) PSD (42,4%)+CDS-PP(6%). g) José Sá Fernandes.

Intercalares de 2007 - b) PS(29,5%) + Helena Roseta(10,3%). d) Fernando Negrão. f) PSD(15,9%)+Carmona Rodrigues(16,7%)+CDS-PP(3,7%). g) José Sá Fernandes.
- 4 Jul - CESOP/Universidade Católica - 716 entrevistas telefónicas - Recolha de 28 Jun a 4 de Jul 2009
- 2 Set - Marktest - 500 entrevistas telefónicas - Recolha de 31 Ago a 2 Set 2009
- 30 Set - Intercampus - 800 intrevistas - Simulação de voto em urna - Recolha de 28 a 30 Set 2009
- 6 Out1 - Eurosondagem - 1 022 entrevistas telefónicas - Recolha de 1 a 6 Out 2009
- 6 Out2 - CESOP/Universidade Católica - 2 221 entrevistas - Simulação de voto em urna - Recolha de 3 a 6 Out 2009
- 7 Out - Marktest - 510 entrevistas telefónicas - Recolha de 5 a 7 Out 2009
- 8 Out - Aximage - 802 entrevistas telefónicas - Recolha de 6 a 8 Out 2009

## Lousada
| Candidato        | Partido | Em 2005 | Sondagem 8 Setembro |
| Jorge Magalhães  | PS      | 62%     | 65 %                |
| Leonel Vieira a) | PPD/PSD | 32%     | 28 %                |
| Nuno Miguéis b)  | PCP-PEV | 3%      | 1 %                 |
| Brancos/Nulos    | n/a     |         | 6 %                 |
| Margem de erro   | n/a     |         | %                   |

Candidatos em 2005: a) António Pedro Magalhães. b) Marcos António.
- 8 Set - Gemeo/IPAM - 400 entrevistas telefónicas - Recolha em 7 e 8 Set 2009

## Matosinhos
| Candidato             | Partido             | Em 2005 | 1 Jul | 4 Out | 5 Out | Sondagem 6 Outubro |
| Guilherme Pinto       | PS                  | 47,3%   | 32,6% | 39%   | 35.3% | 43 %               |
| Narciso Miranda       | Grupo de Cidadãos I |         | 34,5% | 27%   | 30.2% | 23,5 %             |
| Guilherme Aguiar a)   | PSD/CDS-PP          | 30,8%   | 20,9% | 22%   | 21.1% | 19,1 %             |
| Fernando Queirós b)   | BE                  | 7%      | 5,2%  | 4%    | 4.7%  | 6,7 %              |
| Honório Novo          | PCP-PEV             | 8,6%    | 4,5%  | 4%    | 6%    | 4,1 %              |
| OBN/Não sabe/Não vota | n/a                 |         | 2,2%  | 19%   | 2.7%  | 3,6 %              |
| Margem de erro        | n/a                 |         |       | 2,8   |       | %                  |

Candidatos em 2005: a) João Sá. b) Gonçalo Torgal.
- 1 Jul - IPOM - 796 entrevistas telefónicas - Recolha de 30 Jun a 1 Jul 2009
- 4 Out - CESOP/Universidade Católica - 1 257 entrevistas - Simulação de voto em urna - Recolha de 2 a 4 Out 2009
- 5 Out - Eurosondagem - 534 entrevistas telefónicas - Recolha de 4 a 5 Out 2009
- 6 Out - Aximage - 500 entrevistas telefónicas - Recolha de 4 a 6 Out 2009

## Oeiras
| Candidato                      | Partido             | Em 2005 | 30 Set | Sondagem 5 Outubro |
| Isaltino Morais                | Grupo de Cidadãos I | 34%     | 41,1%  | 42 %               |
| Marcos Perestrelo a)           | PS                  | 16%     | 23,1%  | 25 %               |
| Isabel Meireles b)             | PSD/CDS-PP/PPM      | 32% c)  | 18,8%  | 16 %               |
| Amilcar Campos                 | PCP-PEV             | 8%      | 8,3%   | 7 %                |
| Francisco Silva d)             | BE                  | 5%      | 5,2%   | 6 %                |
| Carlos Paisana                 | PCTP/MRPP           | 0,3%    |        | 1 %                |
| Não sabe/Não vota/Não responde | n/a                 |         | 3,5%   | 25 %               |
| Margem de erro                 | n/a                 |         | 4,2%   | 2,7 %              |

Candidatos em 2005: a) Emanuel Martins. b) Teresa Zambujo. c) PSD(30,52%)+CDS(1,41)+PPM(0,17%). d) Miguel Pinto.
- 30 Set - Eurosondagem - 548 entrevistas telefónicas - Recolha de 29 e 30 de Set 2009
- 5 Out - CESOP/Universidade Católica - 1 307 entrevistas - Simulação de voto em urna - Recolha de 2 a 5 Out 2009

## Oliveira do Bairro
| Candidato                           | Partido | Em 2005 | Sondagem 18 Setembro |
| Mário João Oliveira                 | PPD/PSD | 44,2%   | 23 %                 |
| Acílio Gala a)                      | CDS-PP  | 41,2%   | 11 %                 |
| Henrique Tomás b)                   | PS      | 9%      | 2 %                  |
| Artur Ramísio d)                    | PCP-PEV | 1,7%    | 0,7 %                |
| Brancos/Nulos/Não sabe/Não responde | n/a     |         | 63 %                 |
| Margem de erro                      | n/a     | n/a     | 4,9 %                |

Candidatos em 2005: a) Leontina Novo. b) Acácio Oliveira. c) João da Silva e Sousa.
- 18 Set - Gemeo/IPAM - 400 entrevistas telefónicas - Recolha de 16 a 18 Set 2009

## Paços de Ferreira
| Candidato          | Partido | Em 2005 | Sondagem 15 Setembro |
| Pedro Pinto        | PSD     | 59%     | 59 %                 |
| Humberto Brito a)  | PS      | 30%     | 31 %                 |
| Albano Meireles b) | CDS-PP  | 6%      | 3 %                  |
| José Gonçalves c)  | PCP-PEV | 3%      | 2 %                  |
| Branco/Nulo        | n/a     |         | 1 %                  |
| Margem de erro     | n/a     |         | %                    |

Candidatos em 2005: a) Paulo Jorge Rodrigues Ferreira. b) Firmino Meireles. c) Joaquim Leal. 
- 15 Set - Gemeo/IPAM - 700 entrevistas telefónicas - Recolha de 14 e 15 de Set 2009

## Paredes
| Candidato          | Partido | Em 2005 | Sondagem 17 Setembro |
| Celso Ferreira     | PSD     | 51,08%  | 59 %                 |
| Artur Penedos a)   | PS      | 30,54%  | 21 %                 |
| Manuel Ruão        | CDS-PP  | 8,64%   | 13 %                 |
| José Calçada       | PCP-PEV | 4,37%   | 2 %                  |
| Alberto Martins b) | BE      | 1,94%   | 2 %                  |
| Branco/Nulo        | n/a     |         | 3 %                  |
| Margem de erro     | n/a     |         | %                    |

Candidatos em 2005: a) Ilídio Meireles. b) Carla M.R.Barbosa.
- 17 Set - Gemeo/IPAM - 400 entrevistas telefónicas - Recolha de 16 e 17 de Set 2009

## Penafiel
| Candidato              | Partido        | Em 2005 | Sondagem 9 Setembro |
| Alberto F Silva Santos | PPD/PSD/CDS-PP | 62%     | 66 %                |
| António Sousa Pinto a) | PS             | 30%     | 28 %                |
| Paulo Teles b)         | BE             | 1%      | 2 %                 |
| Maria Maia Leal c)     | PCP-PEV        | 4%      | 1 %                 |
| Branco/Nulo            | n/a            |         | 3 %                 |
| Margem de erro         | n/a            |         | %                   |

Candidatos em 2005: a) Nelson C Correia. b) Paulo F T Lemos Silva. c) Gonçalo F Correia Oliveira.
- 9 Set - Gemeo/IPAM - 400 entrevistas telefónicas - Recolha em 8 e 9 de Set 2009

## Porto
| Candidato                 | Partido    | Em 2005 | 9 Jun | 6 Set | 9 Set | 30 Set1 | 30 Set2 | 4 Out | 5 Out | 7 Out | Média/5 | Erro  | Resultado 2009 |
| Rui Rio                   | PSD/CDS-PP | 46,2%   | 54%   | 55,2% | 44,7% | 44,4%   | 50,1%   | 46,4% | 47%   | 51%   | 47,8%   | +0,3% | 47,5 %         |
| Elisa Ferreira a)         | PS         | 36,1%   | 23%   | 23,5% | 31,1% | 35,9%   | 35,2%   | 34,3% | 33%   | 31%   | 33,9%   | -0,8% | 34,7 %         |
| Rui Sá                    | PCP-PEV    | 9%      | 4%    | 9,2%  | 9,6%  | 8,2%    | 10,5%   | 9,7%  | 9%    | 7,8%  | 9%      | -0,8% | 9,8 %          |
| João Teixeira Lopes       | BE         | 4,2%    | 7%    | 8,1%  | 7,8%  | 7,9%    | 7%      | 5,8%  | 7%    | 5,7%  | 6,7%    | +1,7% | 5,0 %          |
| João Pinto                | PCTP/MRPP  | 0,6%    |       |       |       |         |         |       | 1%    |       | 1%      | +0,3% | 0,7 %          |
| OBN/Não sabe/Não responde | n/a        | 4%      | 4,1%  | 8,1%  | 30%   | 3,6%    | 3,2%    | 3,8%  | 3%    | 16%   |         |       | 2,4 %          |
| Margem de erro            | n/a        | n/a     |       |       | 4,91% |         | 3,61%   |       |       | 4,9%  | 4,26%   |       |                |

a) Candidato em 2005 - Francisco Assis
- 9 Jun - CESOP/Universidade Católica - 1 022 entrevistas telefónicas - Recolha de 8 e 9 de Jun 2009
- 6 Set - IPOM - 797 entrevistas telefónicas - Recolha de 16 a 19 Jun 2009
- 9 Set - Marktest - 399 entrevistas telefónicas - Recolha de 3 a 6 de Set 2009
- 30 Set1 - Intercampus - 800 entrevistas - Simulação de voto em urna - Recolha de 28 a 30 de Set 2009
- 30 Set2 - Eurosondagem - 736 entrevistas telefónicas - Recolha de 28 a 30 de Set 2009
- 4 Out - Aximage - 500 entrevistas telefónicas - Recolha de 2 a 4 de Out 2009
- 5 Out - CESOP/Universidade Católica - 2 571 entrevistas - Simulação de voto em urna - Recolha de 2 a 5 de Out 2009
- 7 Out - Marktest - 400 entrevistas telefónicas - Recolha de 2 a 7 Out 2009

## Santa Cruz
| Candidato              | Partido             | Em 2005 | Sondagem 2 Outubro |
| José Alberto Gonçalves | PSD                 | 46,8%   | 51,1 %             |
| Óscar Teixeira a)      | PS                  | 40,3%   | 28,2 %             |
| Filipe Sousa           | Grupo de Cidadãos I |         | 10,2 %             |
| Luís de Vasconcelos    | PCP-PEV             | 3,3%    | 4,9 %              |
| Jaime Silva c)         | MPT                 |         | 2,3 %              |
| Outros/Brancos/Nulos   | n/a                 |         | 3,3 %              |
| Margem de erro         | n/a                 |         | %                  |

Candidatos em 2005: a) Filipe Sousa.
- 2 Out - Eurosondagen - 310 entrevistas telefónicas - Recolha de 2 de Out 2009

## Setúbal
| Candidato                | Partido | Em 2005 | Sondagem 29 Setembro |
| Maria das Dores Meira a) | PCP-PEV | 40%     | 35,8 a 40 %          |
| Teresa Almeida b)        | PS      | 21%     | 27,5 a 31,3 %        |
| Jorge Santana c)         | PSD     | 25%     | 14,5 a 17,9 %        |
| Albério Afonso d)        | BE      | 5%      | 6,9 a 8,7 %          |
| João Viegas e)           | CDS-PP  | 2%      | 4,4 a 6 %            |
| Não sabe/não responde    | n/a     |         | 16,7 %               |
| Margem de erro           | n/a     |         | 4,33 %               |

Candidatos em 2005: a) Carlos Manuel Barateiro Sousa. b) Luís Armando Catarino Costa. c) Fernando Negrão. d) João Bárbara. e) Nuno Magalhães.
- 29 Set - Eurosondagem - 510 entrevistas telefónicas - Recolha de 28 e 29 de Set 2009

## Trofa
| Candidato              | Partido | Em 2005 | Sondagem 1 Setembro |
| Bernardino Vasconcelos | PPD/PSD | 48%     | 54,4 %              |
| Joana Lima             | PS      | 37%     | 31,4 %              |
| Paulo Serra a)         | CDS-PP  | 7%      | 5,8 %               |
| Conceição Silva b)     | PCP-PEV | 4%      | 2,7 %               |
| Outros                 | n/a     |         | 5,8 %               |
| Margem de erro         | n/a     |         | %                   |

Candidatos em 2005: a) Maria das Dores Bento Machado. b) Manuel Dias.
- 1 Set - IPOM - 796 entrevistas telefónicas - Recolha de 28 a 31 Ago e 1 Set 2009

## Valongo
| Candidato                         | Partido               | Em 2005 | Sondagem 22 Julho |
| Fernando Horácio M.P. de Melo     | PPD/PSD               | 44%     | 26,2 %            |
| Afonso Lobão a)                   | PS                    | 41%     | 10,3 %            |
| Maria José Azevedo                | Grupo de Cidadãos XIX |         | 9,4 %             |
| José Deolindo Caetano b)          | PCP-PEV               | 7%      | 1,8 %             |
| Eliseu Pinto Lopes c)             | BE                    | 4%      | 1,5 %             |
| Não vota/Não responde/Não decidiu | n/a                   |         | 50,8 %            |
| Margem de erro                    | n/a                   |         | %                 |

Candidatos em 2005: a) Maria José B. Moura Azevedo. b) Adelino Soares. c) Eduardo Valdrez.
- 22 Jul - IPOM - 799 entrevistas telefónicas - Recolha de 20 a 22 de Jul 2009

## Viana do Castelo
| Candidato           | Partido        | Em 2005 | Sondagem 6 Outubro |
| José Maria Costa a) | PS             | 49%     | 48,9 %             |
| António Martins     | PPD/PSD/CDS-PP | 36% b)  | 40,5 %             |
| António Silva       | PCP-PEV        | 5%      | 5,5 %              |
| Jorge Teixeira c)   | BE             | 3%      | 3,9 %              |
| OBN                 | n/a            |         | 1,2 %              |
| Margem de erro      | n/a            |         | %                  |

Candidatos em 2005: a) Defensor Oliveira Moura. b)PPD/PSD(31%)+CDS-PP(5%). c) Luís Louro.
- 6 Out - Intercampus - 600 entrevistas  - Simulação de voto em urna - Recolha de 3 a 6 Out 2009

## Vila Nova de Gaia
| Candidato           | Partido    | Em 2005 | Sondagem 15 Julho |
| Luís Filipe Menezes | PSD/CDS-PP | 55%     | 52,1 %            |
| Joaquim Couto a)    | PS         | 28%     | 20,5 %            |
| Ilda Figueiredo     | PCP-PEV    | 8%      | 8,7 %             |
| Joaquim Semedo b)   | BE         | 4%      | 5,2 %             |
| Outros/branco       | n/a        |         | 3,6 %             |
| Margem de erro      | n/a        |         | %                 |

Candidatos em 2005: a) Manuel Joaquim Barbosa Ribeiro. b) Alda Sousa.
- 15 Jul - IPOM - 800 entrevistas telefónicas - Recolha de 10 e 13 a 15 Jul 2009